# Institut musical de formation professionnelle
L'Institut musical de Formation professionnelle (généralement abrégé IMFP) est un centre français de formation aux métiers de musicien professionnel et de technicien du son, créé en 1979 par Michel Barrot, et géré par une association loi de 1901.
En 2004, l’IMFP est l’une des trois premières écoles reconnues par le Ministère de la Culture. L’Institut est également reconnu Pôle d’excellence par le Conseil régional de Provence-Alpes-Côte d'Azur depuis 2001 et fait partie à ce titre des centres de formation labellisés et conventionnés dans le domaine artistique par cette institution.
Toutes les formations professionnelles dispensées sont qualifiantes mais également « certifiantes » puisque sont délivrés deux titres de niveau IV inscrits au RNCP, accessibles également par la Validation des Acquis de l’Expérience (VAE) : 
- Le titre de Musicien Interprète des Musiques Actuelles (MIMA), présenté à l’issue du cycle orientation.

- Le titre de Technicien du son, options musiques actuelles ou vidéo, présenté à l’issue de la 1re année du cycle Prise de son. Il a été créé et déposé au RNCP le 25/11/2011, en partenariat avec l’Institut des Métiers de la Communication Audiovisuelle (IMCA) à Avignon.

L'IMFP, via l'association Salon de musique, organise des concerts qui sont donnés en ses locaux de Salon-de-Provence. Salon de Musique est un véritable « Lieu de Musiques Actuelles » programmant 25 concerts professionnels par an en moyenne, précédés de premières parties rémunérées grâce à l’aide du CNV, du FCM et de la SPEDIDAM et permettant aux stagiaires de l’IMFP de se produire dans des conditions professionnelles.

## Partenariats
- Le Conseil Régional PACA`
- Conseil départemental des Bouches-du-Rhône
- La Municipalité de Salon de Provence
- La Spedidam
- Le FCM
- Le réseau METIS :

Quatre grands lieux de formation reconnus nationalement ont décidé de créer une initiative originale en regroupant 4 groupes de musiciens, 4 écoles, 5 festivals, pour promouvoir de jeunes talents issus des centres de formation.
Les quatre écoles, fondatrices du réseau METIS, sont l’IMFP à Salon de Provence, l’APEJS à Chambéry, Jazz à Tours et Music’Halle à Toulouse.
Depuis 2011, METIS a donc mis en place un dispositif d’accompagnement national baptisé «Jazz Emergence», rejoint depuis 2014 par le Centre des Musiques de Didier Lockwood.
Pendant une année, les 5 groupes vont se produire dans 8 lieux de diffusion. En amont, ils suivront une résidence de préparation à l’IMFP lors de laquelle ils seront encadrés par des artistes reconnus (Louis Winsberg en 2011, Olivier Ker Ourio en 2012 et 2013, Médéric Collignon en 2014 et 2015) et un producteur de spectacle (François Peyratout en 2011 et 2012, Pascal Pilorget en 2013 et 2015, Olivier Corchias en 2014).

## Programmation

### 2015-2016
- L'amenaza Concert
- Enzo Carniel "House of Echo" Concert
- Clinton Fearon Master Class [1]
- Louis Winsberg Concert
- Lutz 4tet Concert
- Jonathan Kreisberg Concert
- Raul Midon Master Class
- Minino Garay Concert

### 2014-2015
- Duo Heiting Soucasse Concert
- Ahamada Smis Concert
- The Wind Cries Jimi Concert
- Julien Bertrand 4tet Concert
- Pierre de Bethmann trio Concert
- Marc Ducret Trio Concert
- Louis Petrucciani 4tet Concert

## Sources
Jazz en Provence
Ville de Salon de Provence